# Suburra (film)
Suburra är en italiensk spänningsfilm från 2015 i regi av Stefano Sollima, med Pierfrancesco Favino, Elio Germano och Claudio Amendola i huvudrollerna. Den utspelar sig i Roms undre värld år 2011 och kretsar kring en gängledare med smeknamnet Samurai som genom sina politiska kontakter försöker göra Ostias kust till ett spelcentrum. Filmen bygger på romanen Suburra av Carlo Bonini och Giancarlo De Cataldo. Den producerades av Cattleya och Rai Cinema.
Filmen släpptes i Italien 14 oktober 2015 genom 01 Distribution. En uppföljare i form av en TV-serie är planerad till 2017, samproducerad av RAI och Netflix.

## Medverkande
- Pierfrancesco Favino som Filippo Malgradi
- Greta Scarano som Viola
- Elio Germano som Sebastiano
- Jean-Hugues Anglade som Cardinal Berchet
- Alessandro Borghi som Numero 8
- Claudio Amendola som Samurai
- Lidia Vitale som Moglie Malgradi
- Giulia Gorietti som Sabrina